# The Main Event Mafia
La Main Event Mafia fu una stable di wrestling attiva nella Total Nonstop Action Wrestling, tra il 2008 e il 2013. Il gruppo fu composto dal leader Kurt Angle, Sting (secondo leader prima di essere estromesso), Kevin Nash, Booker T, Scott Steiner, Samoa Joe e Traci Brooks. Tutti i membri maschi della stable furono più volte TNA World Heavyweight Champion (ad eccezione di Magnus, che avrebbe vinto il titolo nel dicembre 2013), con una vasta esperienza nel main event. Per un periodo la MEM detenne tutti i titoli maschili della federazione.
Il gruppo si formò nell'ottobre 2008 ed ebbe un grande successo, con Sting e Kurt Angle più volte campioni del mondo, Booker T introdusse un nuovo titolo chiamato TNA Legends Championship e si dichiarò il primo campione (cintura che detenne anche il compagno Kevin Nash) e lo stesso Booker T, insieme a Scott Steiner vinsero il TNA World Tag Team Championship. La formazione del gruppo fu il risultato di una storyline in cui i veterani, che con la motivazione della mancanza di rispetto iniziarono una rivalità con giovani talenti all'interno della compagnia chiamati "The TNA Front Line".
Nel 2013, Sting, annunciò il ritorno della stable, in risposta a una guerra durata un anno tra il roster della TNA e gli Aces & Eights. In questa seconda incarnazione, furono presenti alcuni membri originali (Sting, Kurt Angle e Samoa Joe) e nuovi membri Magnus e Rampage Jackson.

## Membri

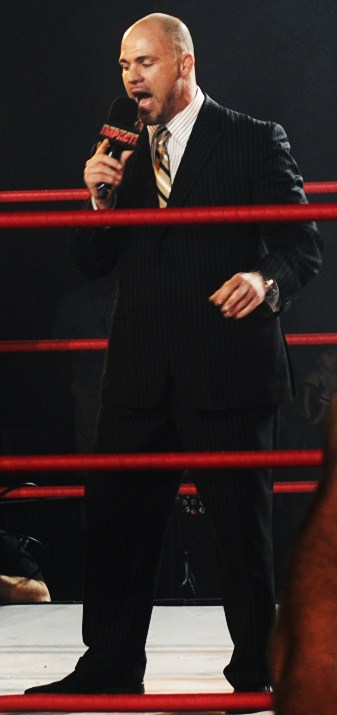
Kurt Angle, leader del Main Event Mafia

### Formazione originale
| Membro                 | Permanenza                       |
| ---------------------- | -------------------------------- |
| Kurt Angle (leader)    | 23 ottobre 2008-22 ottobre 2009  |
| Sting (secondo leader) | 23 ottobre 2008-23 giugno 2009   |
| Kevin Nash             | 23 ottobre 2008-22 ottobre 2009  |
| Booker T               | 23 ottobre 2008-22 ottobre 2009  |
| Scott Steiner          | 30 ottobre 2008-22 ottobre 2009  |
| Christian Cage         | 9 novembre 2008-13 novembre 2008 |
| Samoa Joe              | 21 giugno 2009-22 ottobre 2009   |
| Traci Brooks           | 23 luglio 2009-22 ottobre 2009   |

#### Altri membri
| Nome          | Permanenza                      | Note                                     |
| ------------- | ------------------------------- | ---------------------------------------- |
| Sharmell      | 23 ottobre 2008-28 maggio 2009  | Valetta di Booker T                      |
| Big Rocco     | 19 febbraio 2009-28 maggio 2009 | Guardia del corpo di Kurt Angle          |
| Sally Boy     | 19 febbraio 2009-28 maggio 2009 | Guardia del corpo di Kurt Angle          |
| Jenna Morasca | 3 marzo 2009-28 maggio 2009     | Valetta di Kevin Nash / Financial Backer |
| Taz           | 19 luglio 2009-16 agosto 2009   | Consigliere di Samoa Joe                 |

### Seconda incarnazione
| Membri          | Permanenza                       |
| --------------- | -------------------------------- |
| Sting           | 13 giugno 2013-7 novembre 2013   |
| Kurt Angle      | 20 giugno 2013-7 novembre 2013   |
| Samoa Joe       | 27 giugno 2013-7 novembre 2013   |
| Magnus          | 4 luglio 2013-7 novembre 2013    |
| Rampage Jackson | 11 luglio 2013-12 settembre 2013 |

## Titoli e riconoscimenti
- TNA World Heavyweight Championship (2)[3] – Sting (1), Kurt Angle (1)
- TNA Legends Championship (3)[4] – Booker T (1), Kevin Nash (2)
- TNA X Division Championship (1)[5] – Samoa Joe
- TNA World Tag Team Championship (1)[6] – Booker T e Scott Steiner
- King of the Mountain (2009)[7] – Kurt Angle